# Еліда
Еліда (грец. Ηλεία) — ном в Греції, розташований в периферії Західна Греція. Столиця — місто Піргос.

## Муніципалітети
| Муніципалітет  | YPES код | Місцева влада (якщо відрізняється) |
| -------------- | -------- | ---------------------------------- |
| Аліфіра        | 1701     | Каллітея                           |
| Амаліада       | 1702     |                                    |
| Андравіда      | 1703     |                                    |
| Андріцена      | 1704     |                                    |
| Фігалія        | 1720     | Неа-Фігалія                        |
| Фолоі          | 1721     | Лалас                              |
| Гастуні        | 1709     |                                    |
| Іарданос       | 1711     | Вунарго                            |
| Кастро-Кілліні | 1712     | Кілліні                            |
| Лампія         | 1713     |                                    |
| Ласіона        | 1714     | Панопуло                           |
| Лехена         | 1715     |                                    |
| Олені          | 1722     | Каратулас                          |
| Олімпія        | 1705     |                                    |
| Пінія          | 1716     | Сумопуло                           |
| Піргос         | 1717     |                                    |
| Скіллунта      | 1718     | Крестена                           |
| Трагано        | 1719     |                                    |
| Вартоломіо     | 1706     |                                    |
| Волакас        | 1708     | Епіталіо                           |
| Вупрасія       | 1707     | Варда                              |
| Захаро         | 1710     |                                    |